# Svandammen, Stockholm
Svandammen är ett parkområde och en badplats som ligger vid Sörgårdsvägen i Solhem i Stockholms kommun.
Från parken går bussar mot Brommaplan, Backlura, Vällingby, Hallonbergen, Solna C och Spånga Station. Parken är en central mötesplats för såväl ungdomar som barnfamiljer.